# Simon Bikindi
Simon Bikindi est un chanteur-compositeur rwandais condamné pour incitation au génocide.
Il fut très populaire au Rwanda. D'origine hutu, il est né le 28 septembre 1954 à Rwerere dans la préfecture de Gisenyi, dans le nord-ouest du pays, d'où étaient également originaires le président Juvénal Habyarimana et la plus grande partie des membres du Mouvement révolutionnaire national pour le développement (MRND) alors au pouvoir. Il est principalement accusé d'avoir eu un rôle prépondérant dans la propagande et l'incitation à la haine avant et pendant le génocide au Rwanda en 1994. Il est mort le 15 décembre 2018 au Bénin.

## Rôle pendant le génocide
Bikindi avait un répertoire sans équivoque dès la fin des années 1980 et chantait l'extermination des Tutsi sur les ondes de Radio Télévision Libre des Mille Collines. Membre du Mouvement révolutionnaire national pour le développement (MRND), il collabora très étroitement avec les autorités et fut fonctionnaire du Ministère de la jeunesse et des sports. Il fut arrêté à Leiden, aux Pays-Bas, le 12 juillet 2001 puis transféré au Tribunal pénal international pour le Rwanda (TPIR) à Arusha en Tanzanie le 27 mars 2002, en attente de procès.

## Procès devant le Tribunal pénal international pour le Rwanda
Selon l'acte d'accusation du procureur du Tribunal pénal international pour le Rwanda (TPIR), Simon Bikindi était soupçonné d'avoir « participé à la campagne visant à vaincre militairement l'ennemi en menant des opérations destinées à attirer de nouveaux adhérents dans les rangs du MRND et en participant au recrutement de miliciens Interahamwe à Umutara vers la fin de 1993, à la formation militaire qu'ils y ont reçue à la même époque et plusieurs fois à celle qui a été dispensée en janvier 1994 avec des soldats français au Club Jaly à Kigali, sachant pertinemment et escomptant que ces miliciens civils seraient déployés dans des campagnes d'extermination des Tutsi ». Il est également accusé d'avoir « participé à la campagne visant à vaincre médiatiquement l'ennemi » en participant à la fondation de Radio Mille Collines, qui joua un rôle central de propagande, puis de coordination pendant le génocide proprement dit et d'avoir personnellement pris part aux tueries à Kigali et Gisenyi entre le 7 avril et le 4 juillet 1994, directement ou en encourageant ses subordonnés en ce sens.
Simon Bikindi dut répondre des chefs d'accusations suivants :
- entente en vue de commettre le génocide ;
- génocide ;
- complicité dans le génocide ;
- incitation directe et publique à commettre le génocide ;
- crime contre l’humanité : assassinat ;
- crime contre l’humanité : persécution.

Le 2 décembre 2008, il est condamné à 15 ans de prison, seule l'accusation d'incitation directe et publique à commettre le génocide ayant été retenue.
Le 18 mars 2010, le TPIR confirme en appel cette condamnation à une peine de 15 ans de prison. Il est reconnu coupable d’incitation directe et publique à commettre le génocide, pour avoir pris la parole fin juin 1994 depuis « un véhicule équipé d'un amplificateur de voix sur la route principale reliant Kivumu à Kayove », deux communes du nord-ouest du Rwanda.

## Sources
- [PDF]Acte d'accusation du procureur du TPIR
- Simon Bikindi,Trial Watch, TRIAL

1. ↑  (en-US) therwda, « RIP, Simon Bikindi (9/28/54 – 12/15/18) | The Rwandan » (consulté le 23 octobre 2020)
2. ↑  (en) « Rwanda singer jailed for genocide », BBC, 2 décembre 2008
3. ↑   Le Figaro.fr, « Massacres de 1994 : Le TPIR condamne le chanteur Simon Bikindi à 15 ans de prison »